# Plinta

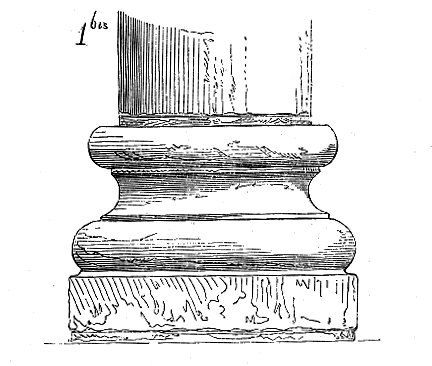
Plinta pod bazą kolumny

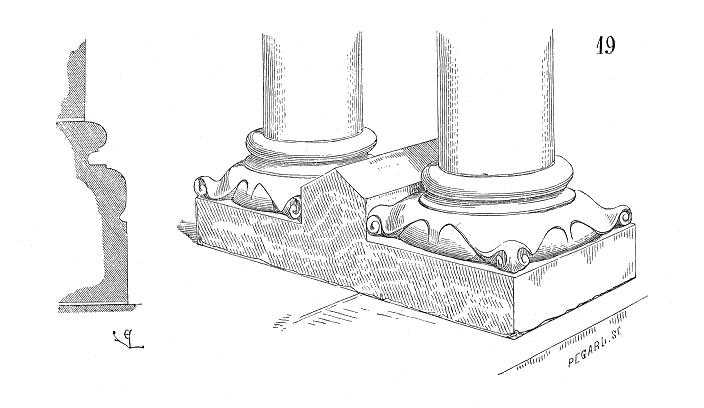
dwie kolumny na jednej plincie

Plinta, plintus – mała, kwadratowa lub prostokątna płytka umieszczona pod bazą kolumny oraz na abakusie głowicy kolumny doryckiej.
We współczesnej terminologii mianem plinty jest również określana górna część głowicy jońskiej, korynckiej i im pochodnych. Bywa także stosowana w cokołach i postumentach.